# Acura

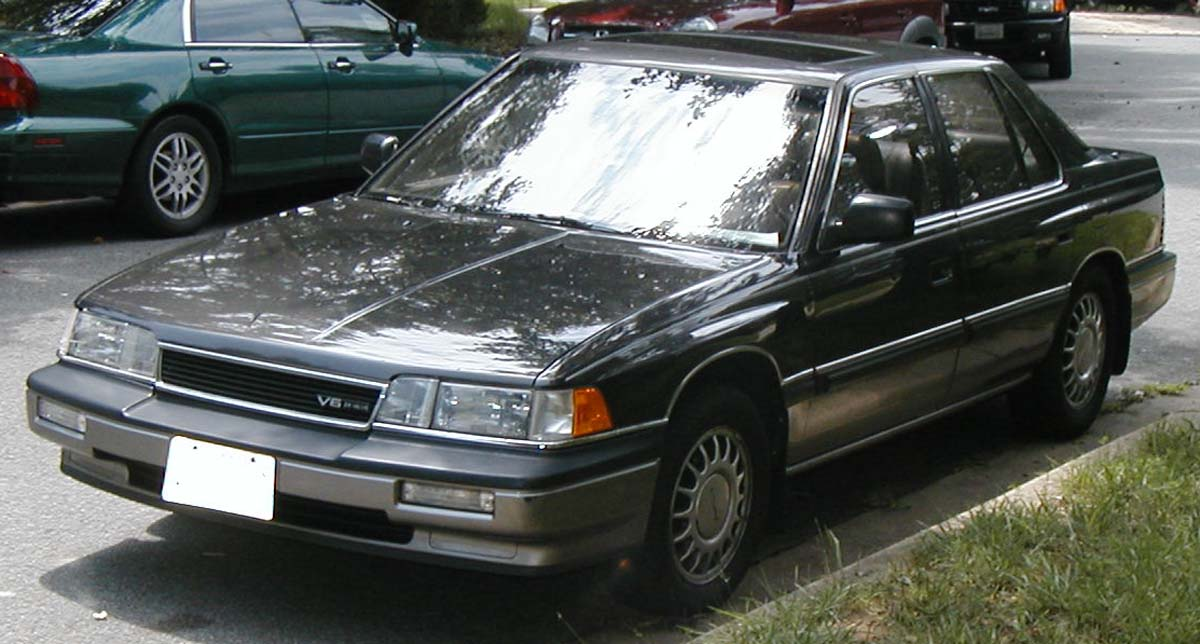
Acura Legend

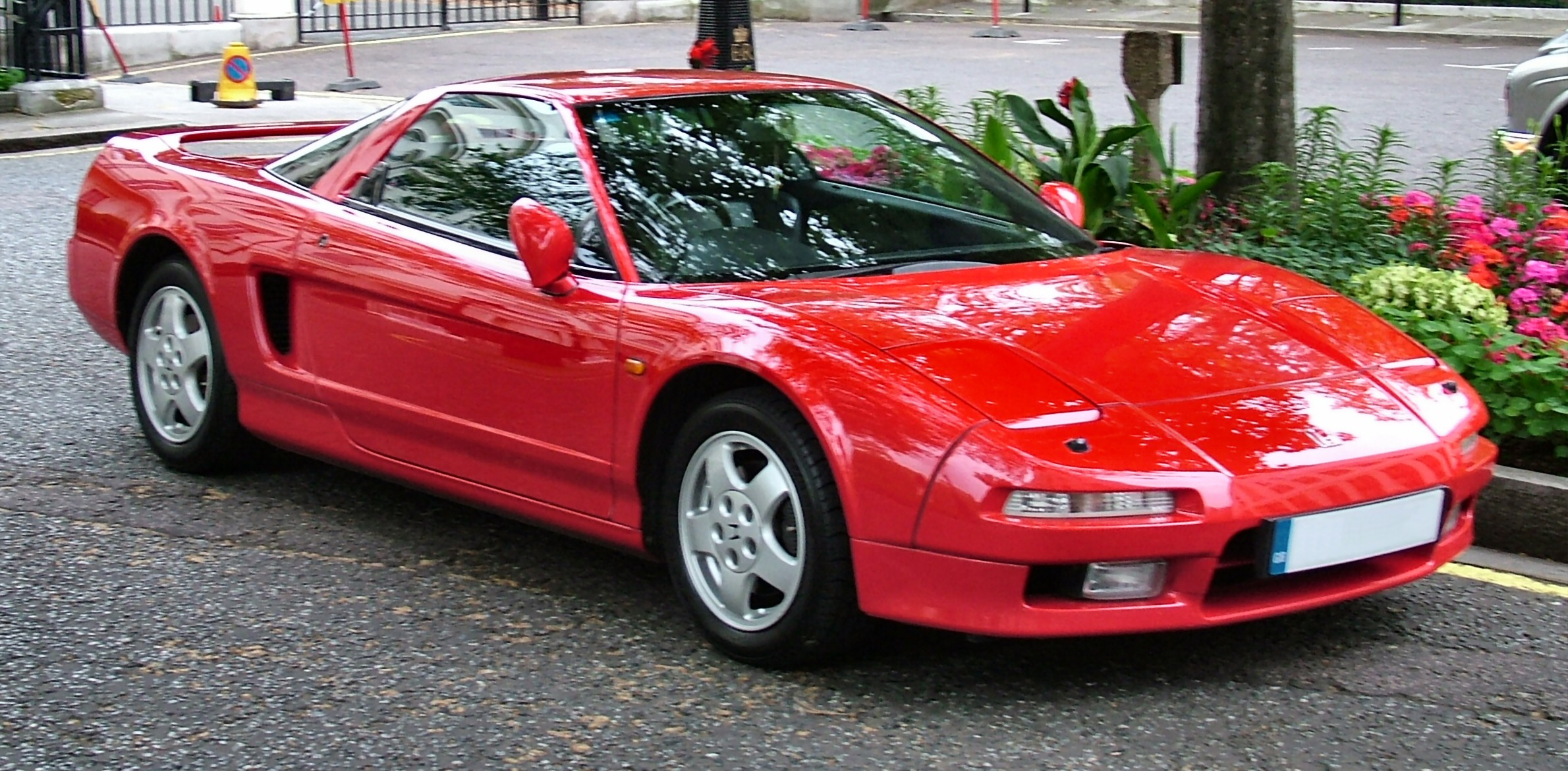
Acura NSX

Acura je obchodní značka, kterou používá japonský výrobce aut Honda v USA, Kanadě a Hongkongu od března 1986 pro prodej svých automobilů.
Automobily mají luxusnější výbavu interiéru. Značka se prezentuje jako americká, i když má japonské kořeny. Důvodem vzniku značky byl fakt, že Američané upřednostňují americké a evropské automobily před asijskými, které vnímají jako méně kvalitní. Pro tuto filozofii vznikly i konkurenti značky – Lexus od Toyoty a Infiniti od Nissanu.
V roce 2024 Acura představila na Monterey Car Week svůj nový koncept elektrického vozidla Performance EV Concept. Tento koncept je významným krokem směrem k elektrifikaci a ukazuje pokrokové technologie, které Acura plánuje integrovat do budoucích modelů. Zaměřuje se na vysoký výkon, pokročilou aerodynamiku a udržitelnou mobilitu, což odráží snahu značky o snížení ekologické stopy a zvýšení energetické efektivity.